# Manfred Konow
Manfred Konow (ur. 22 lutego 1958) – niemiecki lekkoatleta specjalizujący się w biegach płotkarskich i sprinterskich. Reprezentował Niemiecką Republikę Demokratyczną. 
Największy sukces w karierze odniósł w 1977 r. w Doniecku, zdobywając na mistrzostwach Europy juniorów dwa złote medale: w biegu na 400 metrów przez płotki (uzyskany czas: 50,61) oraz w sztafecie 4 × 400 metrów.
W lekkoatletycznych mistrzostwach NRD na otwartym stadionie zdobył łącznie 8 medali: w biegu na 400 m ppł – 3 złote (1978, 1979, 1984), 2 srebrne (1982, 1983) i brązowy (1977), w biegu na 400 m – srebrny (1979) oraz w sztafecie 4 × 400 m – srebrny (1984). Był również trzykrotnym medalistą halowych mistrzostw NRD w biegu na 400 m: złotym (1978), srebrnym (1983) i brązowym (1981).
Rekordy życiowe:
- stadion

- bieg na 400 m – 45,94 (12 sierpnia 1979, Karl-Marx-Stadt)
- bieg na 400 m ppł – 49,69 (24 czerwca 1979, Lipsk)
- sztafeta 4 × 400 m – 3:05,27 (26 sierpnia 1979, Montreal)

- hala

- bieg na 400 m – 47,60 (5 lutego 1983, Berlin)